# Europavej E6
Europavej 6 (E6) er en europavej som går mellem Kirkenes i Norge i nord og Trelleborg i Sverige i syd. Vejens længde er omkring 3.120 km, hvoraf 2.627,9 km er i Norge.
Traséen som er fastlagt af UNECE: Trelleborg – Malmö – Halmstad – Göteborg – Oslo – Lillehammer – Trondheim – Narvik – Olderfjord – Karasjok – Kirkenes.
Før 1985 gik E6 helt fra Rom til Kirkenes, men begynder nu i det sydlige Sverige. Strækningen Helsingborg–Olderfjord på E6 var tænkt som en del af E47 men den beholdt det oprindelige nummer. Denne undtagelse blev bevilget Sverige og Norge fordi omkostningerne med en omskiltning på denne særdeles lange vejstrækning ville blive alt for store.

## Større afkørsler i Sverige
- E22 Færge til Sassnitz
- 9 → Ystad
- Motorvej begynder
- 8 Vellinge Södra  100 → Skanör
- 12 Petersborg E20 → Malmö, København
- 14 Fredriksberg E65 → Malmö, Ystad,  Malmö Airport
- 16 Sunnanå 11 → Malmö, Simrishamn
- 18 Kronetorp E22 → Lund, Kalmar, Malmö
- 21 Flädie 16 → Bjärred, Lund
- 23 Löddeköpinge → Barsebäck, Löddeköpinge
- 25 Landskrona Södra 17 → Landskrona, Eslöv
- Glumslöv
- 28 Helsingborg Södra E4 → Helsingborg,  Færge til Helsingør
- 30 Kropp E4 → Helsingborg, Stockholm
- 35 Rebbelberga 13 → Ängelholm, Höör, Klippan
- 41 Laholm 24 → Mellbystrand, Laholm, Hässleholm
- Snapparp
- 44 Halmstad Östra 25 → Halmstad, Växjö
- 45 Halmstad Norra 26 → Halmstad, Jönköping
- 55 Varberg Nord 41 → Borås, Varberg,  Færge til Grenå
- Värötunnelen (265m)
- Sandsjöbacka
- 60 Kungsbacka Centrum  158 Kungsbacka, Säro
- 66 Ålbromotet E6N → Göteborg V, Mölndal S, Hamnar, , Åby Arenastad
- 70b Kallebäcksmotet  40 → Jönköping, Kallebäck,  Göteborg-Landvetter Airport
- 74 Olskroksmotet  E20 → Stockholm, Olskroken
- 75b Gullbergsmotet E45 → Karlstad, Hamnar  Færge til Frederikshavn
- 75a Gullbergsmotet E45 → Centrum
- Tingstadstunnelen (455m)
- 76 Ringömotet  155 → Öckerö, Norra Älvstranden
- E6 Motorvej mellem Göteborg og Oslo mellem frakørsel 90 Stora Högamötet og frakørsel 92 Lyckörnamötet er spærret efter jordskred ved frakørsel 91 Stenungsunds-mötet hvor motorvejen er kollapset. Omkørsel via Länsväg 650, tung trafik fra E6 ledes over E45 mellem Göteborg og Trollhättan,[1] Genetableringen af motorvejen forventes færdig i efteråret 2024 [2] mens motorvejen genåbnes 5. juli 2024. [3]

- 96 Torpmotet   44 → Uddevalla N, Trollhättan, Vänersborg,
- Grindtunnelen
- 105 Oppenmotet 163 → Grebbestad, Tanumshede, Bullarebygden
- 112 Blomholmsmotet 176 → Strömstad,  Færge til Sandefjord
- Betalingsanlæg (nordgående)
- Svinesundbroen (705m)

## Større afkørsler i Norge
- Svinesundbroen (705m)
- 2 Svinesundparkenkrysset 204 Halden
- 5 Årumkrysset 22 Fredrikstad Ø, Sarpsborg S, Rakkested
- Sandesundbroen (1528m)
- Galteryggen tunnel (100m)
- Eidettunnelen (880m)
- 8 Fv118 Kalnes
- 11 Jonstenkrysset 110 Fredrikstad, Råde
- 12 Halmstadkrysset
  - Arm fra Halmstad —  Moss Lufthavn, Rygge
  - Fv118 til 19 Moss og riksgrensen ved Svinesund
- 14 Patterødkrysset 19 Moss,  Horten, Elvestad
- 16 Vestbykrysset Fv6
- Smiehagen tunnel (892m), bare i sydlig retning
- 20 Vassumkrysset E134 via  Oslofjordtunnelen mod Drammen
- 21 Vinterbrokrysset E18Ø 156 Fv156 Stockholm
- 22 Ringneskrysset  E18V, Oslo centrum, Langhus, TusenFryd
- Betalingsanlæg (begge retninger)
- 27 Oslo Klemetsrudkrysset Enebakk, Holmlia, Bjørndal, Klemetstad
- Motorvej slutter
- 32 Oslo Ryenkrysset E18 via  Ekebergtunnelen mod Kristiansand,  centrum, Ryen
- Oslo Ulvenkrysset
- Motorvej starter
- 40 191 Trosterud, Lindeberg nedre
- 42  159 → Lillestrøm, Karihaugen
- 43 Tangerkrysset 163 Stovner, Økern
- 44 Hvamkrysset 22 Lillestrøm, Kjeller, Gjelleråsen
- 48 Kløftakrysset  E16 Kongsvinger, Kløfta
- 50 Kverndalenkrysset  E16 → Hønefoss, Nannestad  Oslo Lufthavn
- 51 Grønvollkrysset  Jessheim N, Gardermoen
- Betalingsanlæg (begge retninger)
- 65 Kolomoenkrysset  3 Tynset, Elverum, Trysil
- Betalingsanlæg (begge retninger)
- 68 Åkerkrysset 25 Elverum, Hamar
- 76 Moelv
- Motorvej slutter
- Motorvej starter
- 30 KlettkryssetE39 Ålesund, Orkanger, Fasen
- Motorvej slutter
- 42  706 Trondheim, Charlottenlund, Brundalen
- Hellkrysset Røros, Sebu,  Trondheim Lufthavn, Værnes

 Tekst mangler, hjælp os med at skrive teksten